# Đuro Seder
Đuro Seder (Zagreb, 29. studenoga 1927. – Zagreb, 2. svibnja 2022.), hrvatski slikar, pjesnik i akademik. U slikarskim mu djelima prevladavaju teme religioznog sadržaja. 

## Životopis
Studirao je na Akademiji likovnih umjetnosti u Zagrebu. 1951. je diplomirao u klasi profesora Antuna Mezdjića. Specijalizirao je slikarstvo kod prof. Marina Tartaglie. Na ALU u Zagrebu bio je redovitim profesorom od 1981. godine.
Samostalno je izlagao od 1958. sve do danas. Od 1959. do 1966. bio je članom grupe Gorgone. 1980-ih je godina bio jednim od začetnika „nove slike“ u hrvatskoj umjetnosti. Izlagao je na skupnim i samostalnim izložbama. 
1960-ih i 1970-ih objavljivao je i poeziju.
Redoviti je član Hrvatske akademije znanosti i umjetnosti.

## Nagrade i priznanja
Dobio je brojn nagrade, a ističu se: 
- nagrada Galerije Forum za 2007.[2] za samostalnu izložbu slika Lica beskonačnog koja je bila postavljena od veljače do travnja 2006. u Galeriji Klovićevi dvori
- nagrada Vladimir Nazor za životno djelo 1986.